# Яр Кошари
Яр Кошари — струмок (річка) в Україні в Уманському районі Черкаської області. Ліва притока річки Уманки (басейн Південного Бугу).

## Опис
Довжина струмка приблизно 8,96 км, найкоротша відстань між витоком і гирлом — 8,38  км, коефіцієнт звивистості річки — 1,07 . Формується декількома струмками та загатами.

## Розташування
Бере початок на північно-східній околиці села Дмитрушки і тече через село. Далі тече переважно на південний схід і у селі Гереженівка впадає у річку Уманку, ліву притоку річки Ятрані.

## Цікаві факти
- Біля гирла струмка у селі Гереженівка пролягає автошлях Н16[3] (автомобільний шлях національного значення на території України, Золотоноша — Черкаси — Сміла — Умань. Проходить територією Черкаської області, з'єднуючи усі її чотири районних центри.).
- У XX столітті на струмку існувало багато водокачок, декілька газгольдерів та газових свердловин[2].